# Ancient Christian Writers
Ancient Christian Writers: the works of the Fathers in translation ("Scrittori cristiani antichi: le opere dei Padri in traduzione"), abbreviato come ACW, è una collana monografica di traduzioni in inglese delle opere dei primi autori del Cristianesimo. Le traduzioni riguardano testi latini e greci. Il primo volume uscì in stampa nel 1946 a cura di Johannes Quasten e Joseph C. Plumpe. Inizialmente edita dalla Newman Press, la collana è ad oggi pubblicata dalla Paulist Press.
La magior parte dei testi pubblicati fino al 2010 è liberamente consultabile su Google Books e nell'Internet Archive.

## Curatori
- Voll. 1–27: Johannes Quasten e Joseph C. Plumpe
- Voll. 28–33: Johannes Quasten e Walter J. Burghardt
- Voll. 34–46: Johannes Quasten, Walter J. Burghardt e Thomas Comerford Lawler
- Voll. 47–53: Walter J. Burghardt and Thomas Comerford Lawler
- Voll. 54–55: Walter J. Burghardt, Thomas Comerford Lawler e John J. Dillon
- Voll. 56–57: Walter J. Burghardt, John J. Dillon e Dennis D. McManus
- Voll. 58–60: Walter J. Burghardt and John J. Dillon (membro del comitato editoriale), Dennis D. McManus (editore esecutivo)
- Voll. 61–62: John Dillon (membro del comitato editoriale) e Dennis D. McManus (direttore esecutivo)
- Vol. 63: Boniface Ramsey, John Dillon, Jeremy Driscoll, Thomas Macy Finn, Thomas L. Knoebel, Joseph Lienhard, John A. McGuckin (membro del comitato consultivo)

## Autori tradotti
Fra gli autori tradotti si ricordano in ordine di pubblicazione: Clemente di Roma e Ignazio di Antiochia, sant'Agostino, Arnobio, Gregorio il Grande, Tertulliano, Prospero d'Aquitania, sant'Atanasio, Ireneo di Lione, san Patrizio e Secondino, Gregorio di Nissa, Origene, Rufino, Massimo il Confessore, Atenagora di Atene, san Cipriano, Metodio di Olimpo, Giovanni Crisostomo, Palladio di Galazia, Paolino di Nola, Giulio Firmico Materno, Egeria, Marco Minucio Felice, Teodoreto di Cirro, Massimo di Torino, Cassiodoro, Giustino martire, Giovanni Cassiano, Evagrio Pontico,  Quodvultdeus, Isidoro di Siviglia, Giuliano di Toledo, Teodoro Studita, Sulpicio Severo, Cromazio d'Aquileia, Pelagio.